# Volumnii
Légende :
♦Patricien, ♦Plébéien, ♦Consulaire, ♦Sénatorial, ♦Équestre
Gens et Liste des gentes romaines
La gens Volumnia (pluriel Volumnii) était dans l'Antiquité une des plus anciennes familles patriciennes d'origine étrusque de Rome. Attestée et connue dès le VIIe siècle av. J.-C. sous le nom de Veturia ou de Vetusia, cette famille doit son nom à Volumnia, femme de Coriolan, illustre figure de l'histoire romaine du Ve siècle av. J.-C. ; les autres figures connues de cette famille sont Publius Volumnius Amintinus Gallus, consul en 461 av. J.-C. et Lucius Volumnius Flamma Violens, consul en 307 et 296 av. J.-C.

## Attestations et ramifications
Malgré son ancienneté, la branche romaine de cette famille n'atteint jamais une position particulièrement prépondérante dans les institutions de la République. 
Les Volumnii se répartissent en deux branches, les Volumnii Galli, portant régulièrement le cognomen de Amintinus, et les Volumni Flamma, portant le cognomen Violens, dérivant de la dévotion particulière de cette branche pour le devin grec Iolaos. Très peu de membres de cette gens sont dépourvus de cognomen. Parmi ces rares exemples, on peut citer Volumnia, épouse du magistrat et chef de guerre Coriolan, demeurée célèbre pour avoir dissuadé ce dernier, alors exilé, de retourner ses armes contre Rome à la tête d'une armée de Volsques. 
La branche étrusque de cette famille perdura longtemps à Pérouse, où un vaste hypogée familial contenant d'exceptionnelles urnes cinéraires fut découvert, occupé et utilisé jusqu'au Ier siècle av. J.-C.

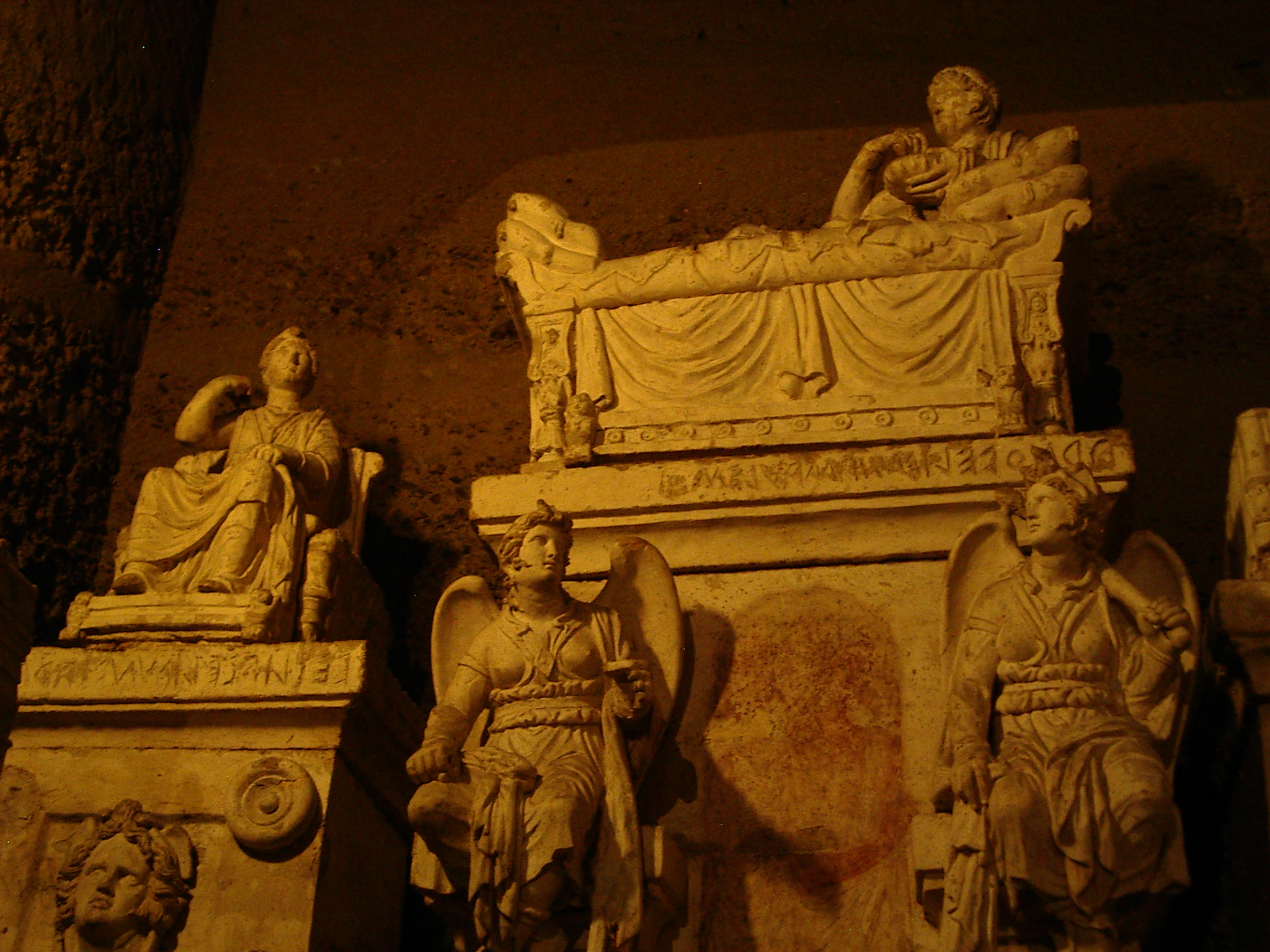
Urnes de l'hypogée des Volumni
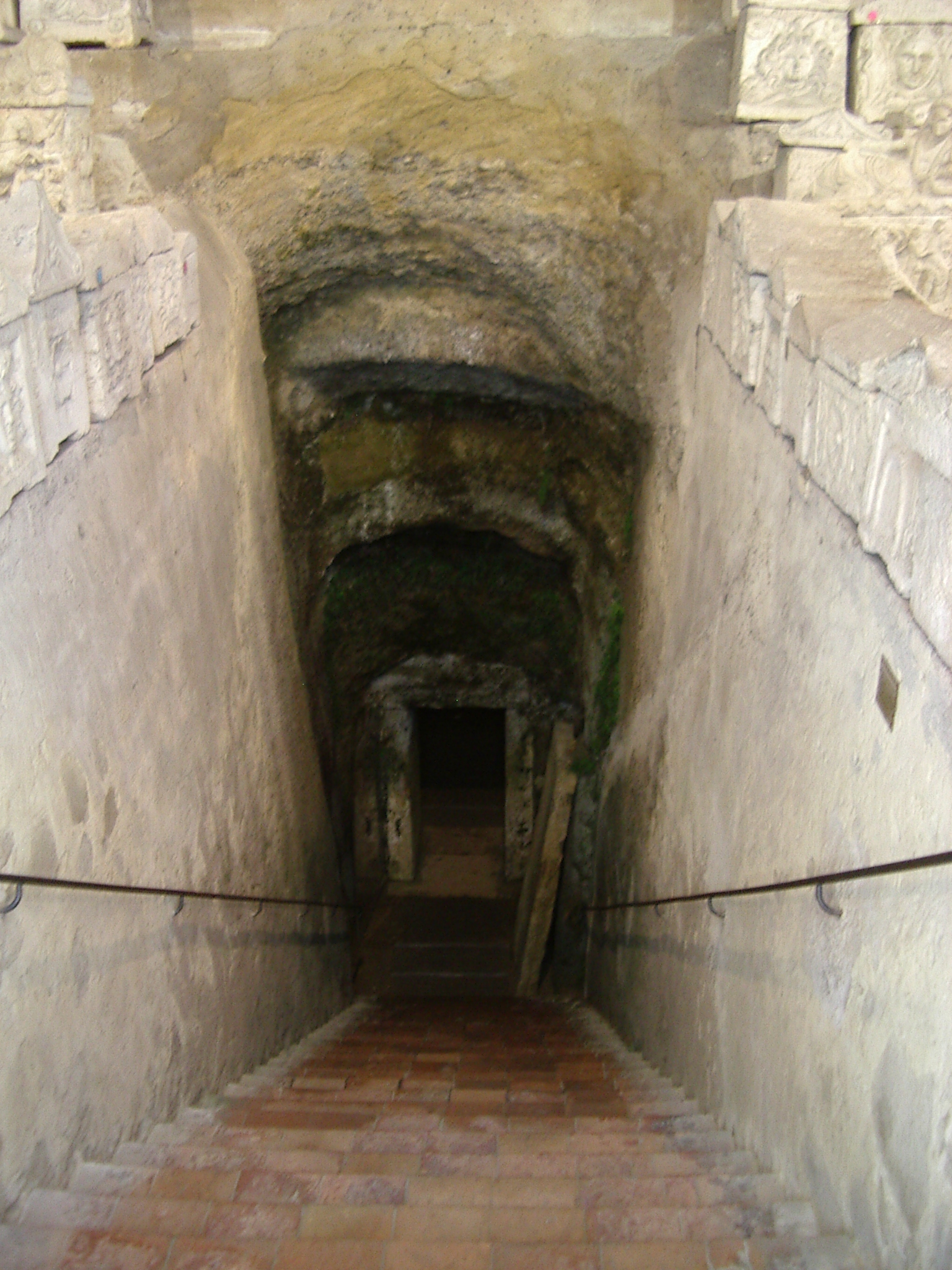
Couloir d'accès à l'hypogée
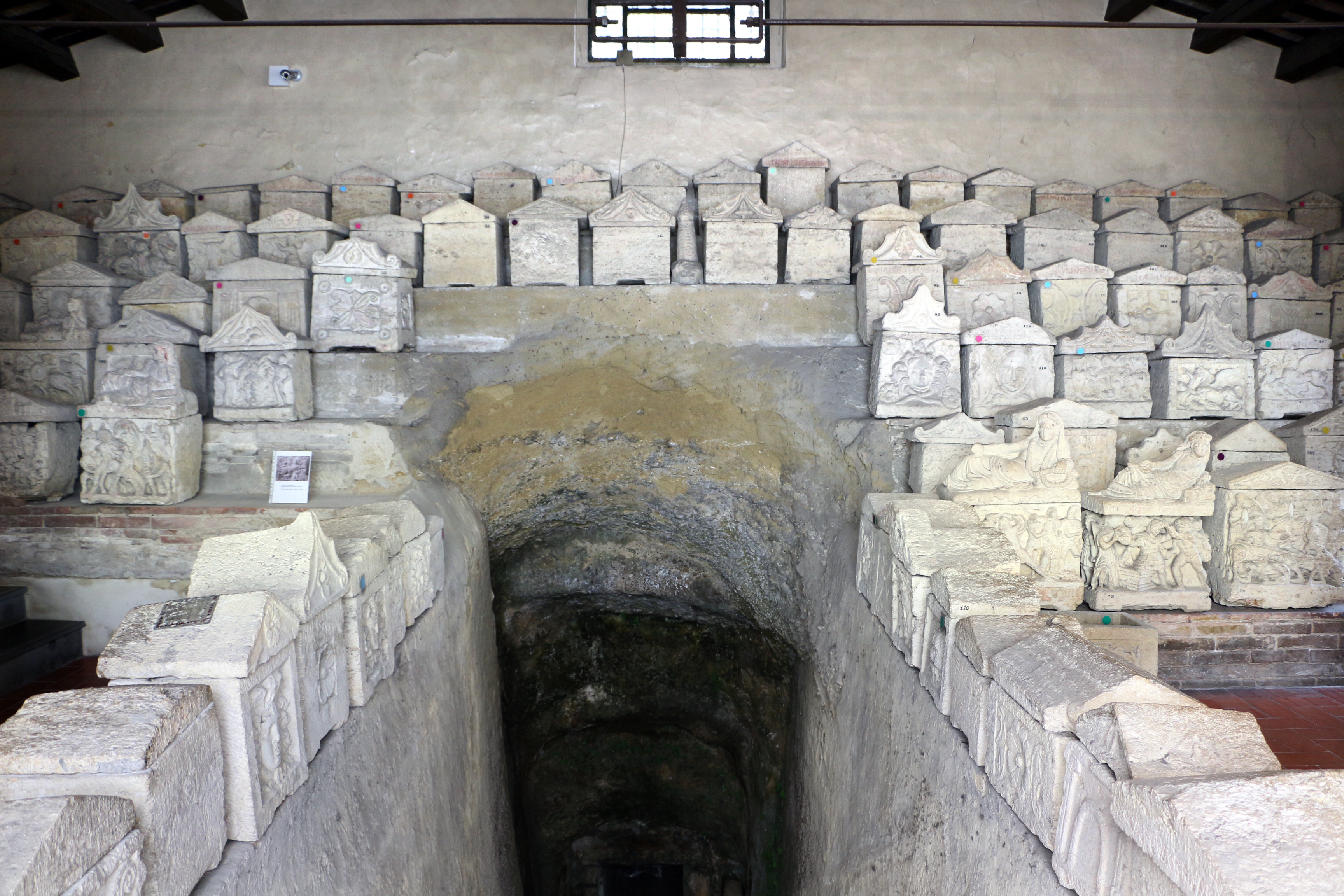
Entrée principale de l'hypogée, encadrée par une grande quantité d'urnes cinéraires étrusques d'époque hellénistique
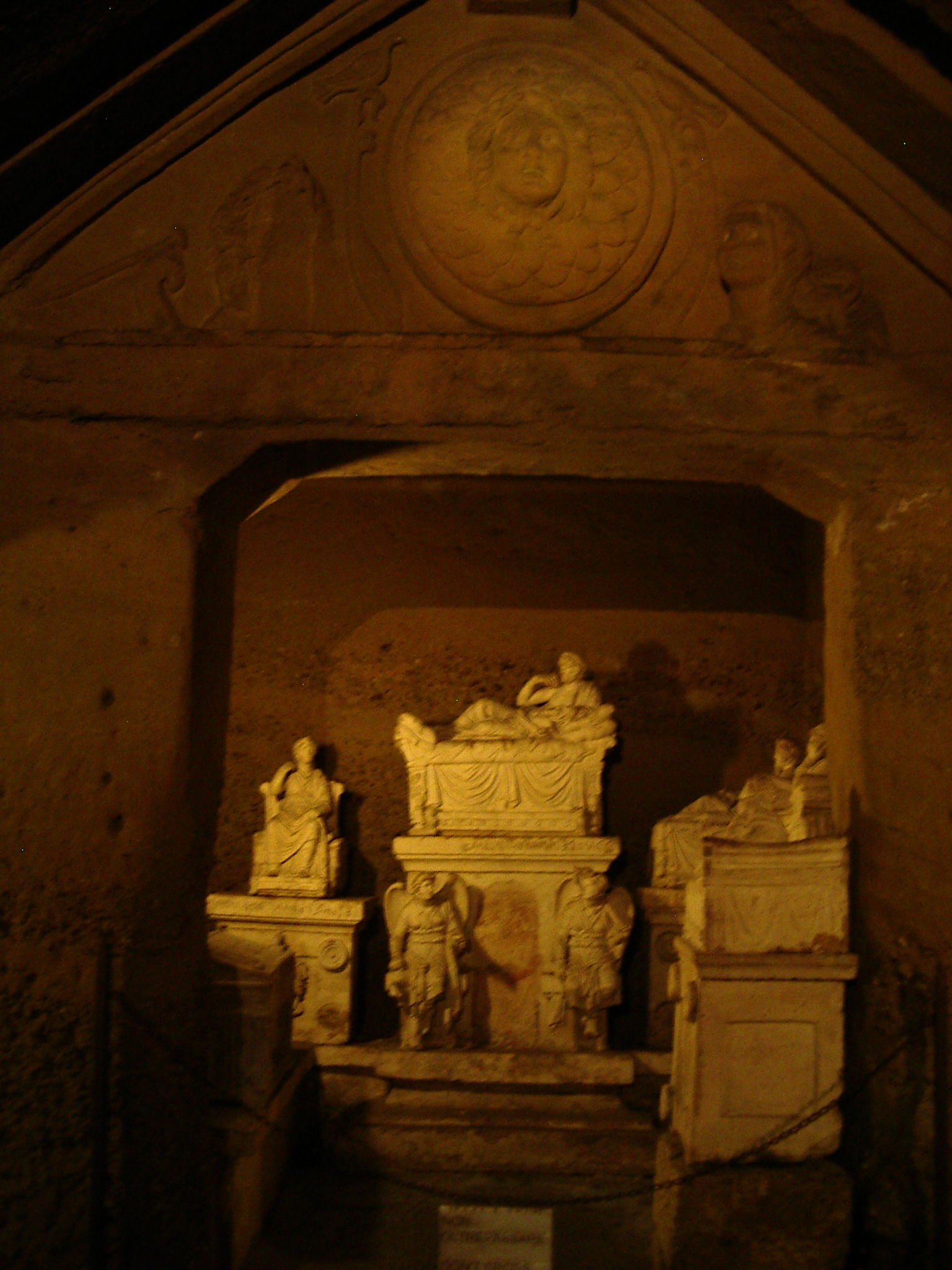
La chambre principale de l'hypogée
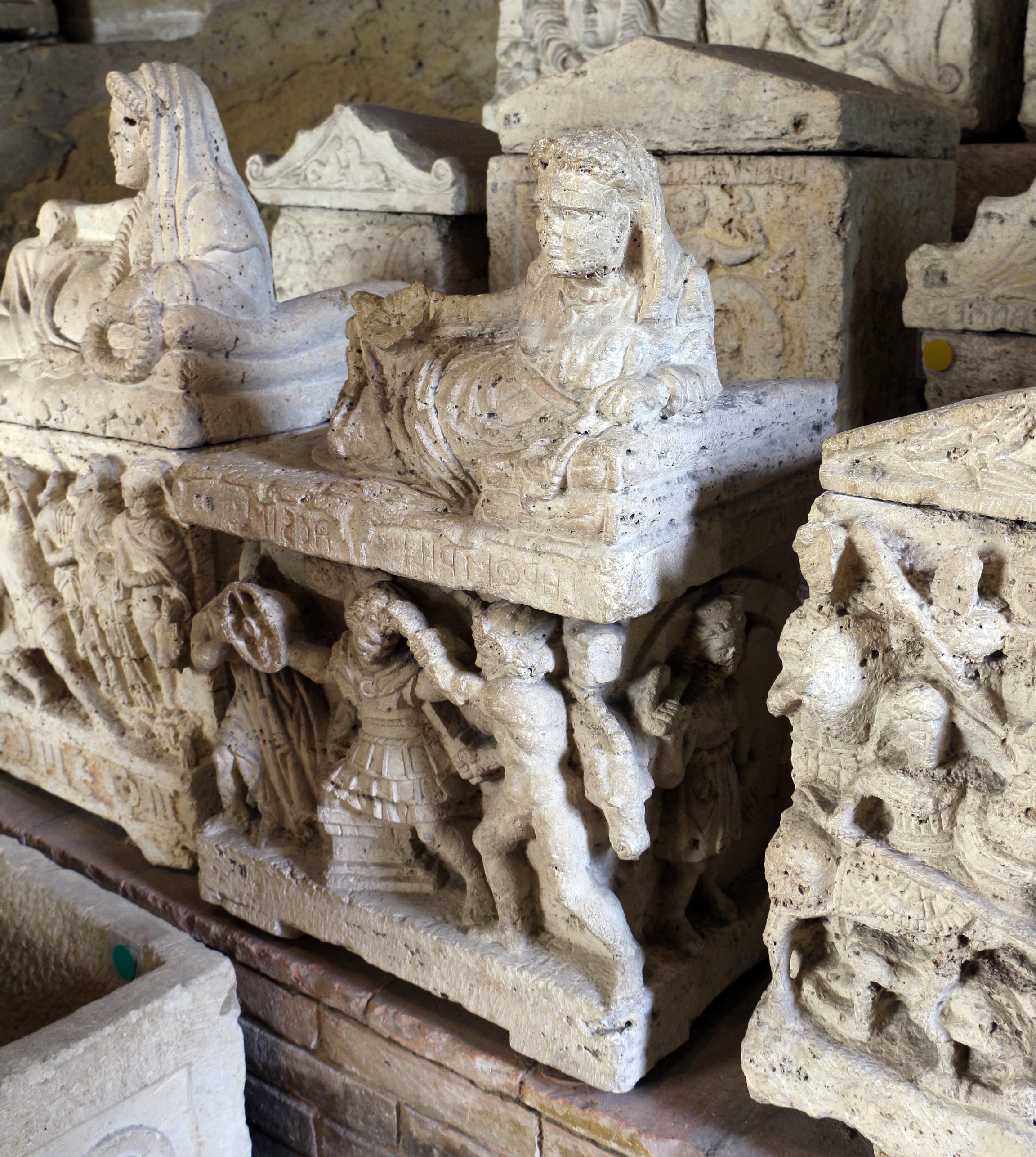
Urnes des Volumni
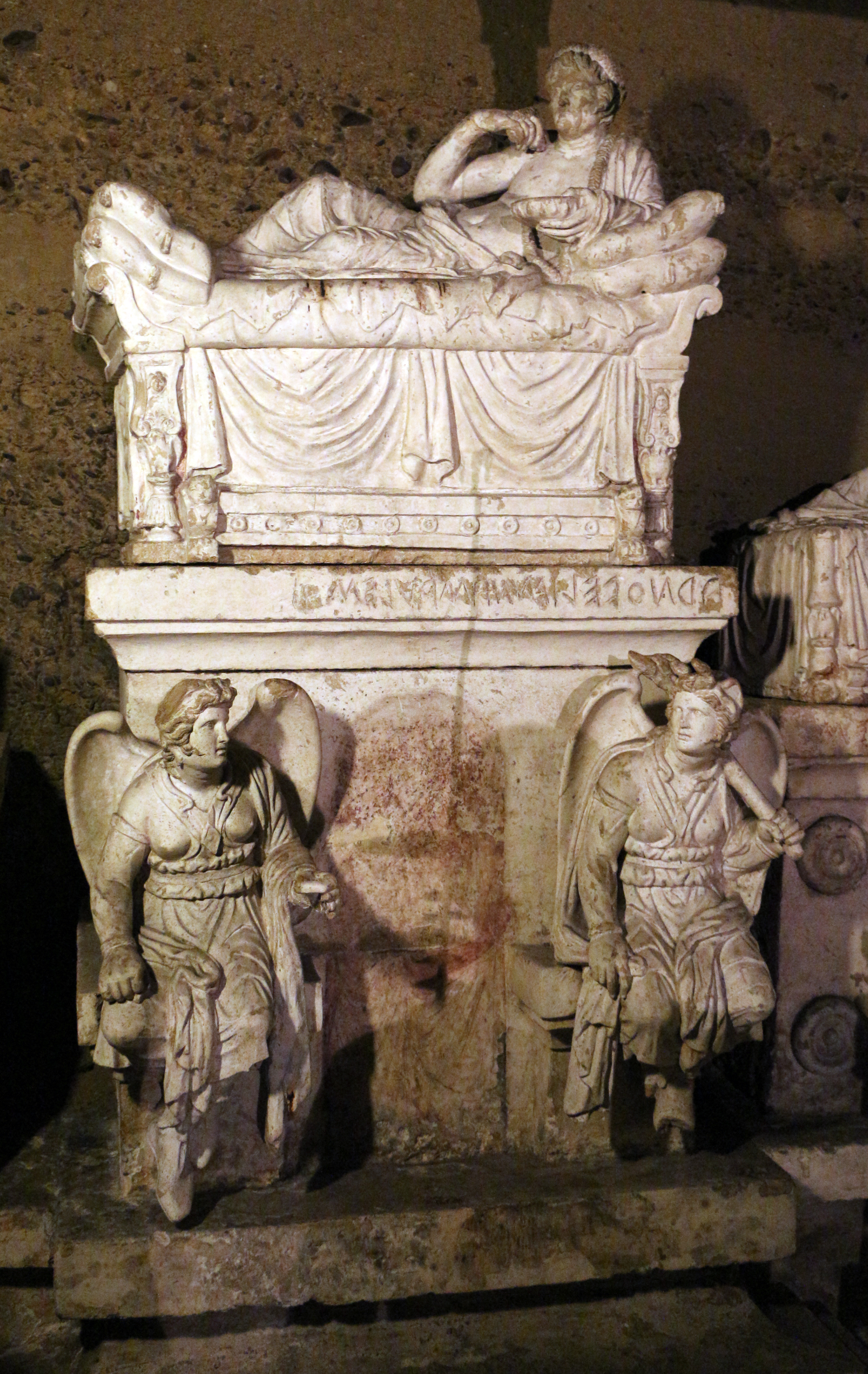
Urnes des Volumni

## Membres

### Sous la République
- Marcus Volumnius, (v.-560 - ?);
  - ? Volumnia, épouse de Cnaeus Marcius Coriolanus;
  - Marcus Volumnius, (v.-530 - ?);
    - Publius Volumnius Amintinus Gallus, (v.-505 - ap.-458), consul en -461[a 1];
      - (Volumnius), (v.-465 - ?)
        - ? Caius Volumnius, (v.-420 - ?);
          - Caius Volumnius, (v.-385 - ?);
            - Lucius Volumnius Flamma Violens, (v.-350 - ap.-293), consul en -307 et en -296;

### Sous le Principat
- Volumnius, procurateur en Syrie en 9 av. J.-C.
- Volumnius Memor Felix, légat propréteur du proconsul d'Afrique en 72/73[b 1].
- Volumnia Calida, épouse d'Aulus Larcius Lepidus?.
- Lucius Volumnius Horatianus, (v. 110/20 - ap. v. 140/50), préteur urbain[b 2].
- Volumnia Modesta, (v. 210 - ap. 247/9), épouse de Marcus Aurelius Cominius Cassianus[b 3].
- Volumnia Vitrasia Faustina, jeune fille noble décédé à 2 ans et 5 mois[b 4].